# Sous-région de Nivala–Haapajärvi
La sous-région de Nivala–Haapajärvi (finnois : Nivala–Haapajärven seutukunta) est une sous-région de l'Ostrobotnie du Nord en Finlande. 
Au niveau 1 (LAU 1 ) des unités administratives locales définies par l'Union européenne elle porte le numéro 176.

## Municipalités
La sous-région de Nivala–Haapajärvi est composée des municipalités suivantes :
| Blason              | Municipalité             |
| ------------------- | ------------------------ |
| Haapajärven vaakuna | Haapajärvi (ville)       |
| Kärsämäen vaakuna   | Kärsämäki (municipalité) |
| Nivalan vaakuna     | Nivala (ville)           |
| Pyhäjärven vaakuna  | Pyhäjärvi (ville)        |
| Reisjärven vaakuna  | Reisjärvi (municipalité) |

## Population
Depuis 1980, l'évolution démographique de la sous-région de Nivala–Haapajärvi, au périmètre du 1er janvier 2017, est la suivante:
| Année      | 1980   | 1985   | 1990   | 1995   | 2000   | 2005   | 2010   |
| ---------- | ------ | ------ | ------ | ------ | ------ | ------ | ------ |
| population | 33 739 | 34 742 | 34 570 | 34 374 | 32 530 | 31 173 | 30 455 |

## Politique
Les résultats de l'élection présidentielle finlandaise de 2018:
- Sauli Niinistö   53.1%
- Matti Vanhanen   17.0%
- Paavo Väyrynen   11.8%
- Laura Huhtasaari   8.8%
- Pekka Haavisto   4.5%
- Merja Kyllönen   2.7%
- Tuula Haatainen   1.8%